# October Mega Tour
October Mega Tour – pierwsza duża trasa koncertowa hardrockowego/glam metalowego  zespołu Hot Leg, którego wokalistą, gitarzystą i frontmanem jest, znany wcześniej z The Darkness, Justin Hawkins i odbyła się w całości w październiku 2008 roku. W trakcie trasy zespół koncertował w Wielkiej Brytanii. 

## Koncerty
Daty, miasta i miejsca koncertów: 
1. 12 października 2008 - Woughton Centre, Milton Keynes
2. 13 października 2008 - The Venue, Derby
3. 14 października 2008 - Academy, Oxford
4. 16 października 2008 - Fibbers, York
5. 17 października 2008 - Sugarmill, Stoke-on-Trent
6. 18 października 2008 - Doghouse, Dundee
7. 19 października 2008 - GRV, Edynburg
8. 21 października 2008 - Barfly, Liverpool
9. 22 października 2008 - Soul Tree, Cambridge
10. 23 października 2008 - Wedgewood Rooms, Portsmouth
11. 26 października 2008 - Cavern Club, Exeter
12. 27 października 2008 - Barfly, Cardiff
13. 28 października 2008 - 12 Bar Club, Swindon
14. 30 października 2008 - Forum, Royal Tunbridge Wells
15. 31 października 2008 - The Park, Peterborough